# Jordan (ime)
Jordan je moško in žensko osebno ime

## Različice imena
- moške oblike imena: Giordano (it.)
- ženske oblike imena: Jordana, Jordanka, Giordana

## Tujejezikovne različice
- pri Francozih, Poljakih, Srbih, Špancih: Jordan/Јордан
- pri Rusih: Iordan
- pri Čehih: Jordán, Jor, Jorek, Jorda, Jordanek, Dan, Danek
- pri Italijanih: Giordano, Giordana
- pri Bolgarih: Йордан (Jordan), Йордана (Jordana), Йорданка (Jordanka), ljubkovalno Дана (Dana)
- pri Kataloncih: Jordà
- pri Judih: יַרְדֵן (Yarden), יַרְדֵן (Yarden), יַרְדֵנָה (Yardena)
- pri Francozih: Jourdain
- pri Angležih: Jordan, Jordon, ljubkovalno Judd, ž. Jordana, Jordyn, Jordan
- pri Ircih: Iordàin
- pri Starih Rimljanih: Iordanus, Jordanus
- pri Makedoncih: Јордана (Jordana), ljubkovalno Дана (Dana)
- pri Nizozemcih: Jordaan, ljubkovalno Joord
- pri Portugalcih: Jordão, Jordana
- pri Romunih: Iordan
- pri Rusih: Иордан (Iordan)
- pri Špancih: Jordán, Jordana
- pri Nemcih: Jordan, Jordana
- pri Madžarih: Jordán

## Izvor imena
Ime Jordan je hebrejskega izvora in izhaja iz hebrejske besede Jardén, grško Iordánes. Najpogosteje to besedo razlagajo (podobno kot reko Jordan »tekoča reka«) kot »krščen z vodo iz Jordana«.

## Pogostost imena
Po podatkih Statističnega urada Republike Slovenije je bilo na dan 31. decembra 2007 v Sloveniji število moških oseb z imenom Jordan: 228. Ostale oblike imena, ki so bile na ta dan v Sloveniji še v upotabi: Jordana(38), Jordanka(9), in Giordano(7).

## Osebni praznik
V koledarju je Jordan Saški opat (dominikanski general), ki je umrl leta 1237. God praznuje 15. februarja.

## Geografska imena
Jordan je največja reka v Palestini. Po reki Jordan se imenuje država Jordanija.

## Znane osebe
- Najbolj znamenit Jordan je Giordano Bruno (1548 - 1600), italijanski dominikanski filozof sežgan kot krivoverec.
- Jordan Peterson, kanadski klinični psiholog in publicist